# Sciophila nonnisilva
Sciophila nonnisilva är en tvåvingeart som beskrevs av Roger A. Hutson 1979. Sciophila nonnisilva ingår i släktet Sciophila och familjen svampmyggor. Arten är reproducerande i Sverige. Inga underarter finns listade i Catalogue of Life.